# Jan-Albert Lantink
Jan-Albert Lantink (* 12. Mai 1958 in Zeist) ist ein niederländischer Langstrecken- und Ultraläufer.

## Leben
Jan-Albert Lantink ist niederländischer Meister im 100-km-Straßenlauf (Winschoten 2008, 07:10:08 h) sowie im 24-Stunden-Lauf (Apeldoorn 2007, 237,086 km und Steenbergen 2008, 227,034 km). Mehrmals vertrat er das niederländische Nationalteam bei Welt- und Europameisterschaften.
Neben zwei Weltrekorden in der Altersklasse M55 (100-km-Straßenlauf und 6-Stunden-Lauf, Belfast (GBR), 25. Juni 2016, 07:07:26 h bzw. 83,470 km), die er beide in einem Rennen erzielen konnte, hält er die niederländischen Rekorde im 100-km-Straßenlauf der Altersklassen M50 (Rodenbach, 6. Oktober 2012, 6:56:58 h) und M55 (Belfast (GBR), 25. Juni 2016, 07:07:26 h) sowie die Streckenrekorde beim Müritz-Lauf (75 km, 24. August 2013, 04:58:04 h), dem Taubertal 100 (100 km, 1. Oktober 2016, 07:17:33 h) und dem Ultrabalaton in Ungarn (221 km, 30. Mai 2015, 18:37:06 h).
Jan-Albert Lantink lebt in Borne und startet für den Verein Marathon Pim Mulier Hengelo.

## Persönliche Bestzeiten
- 10-km-Straßenlauf: 34:04 min, 22. Februar 2009, Hengelo (NLD)
- Halbmarathon: 1:15:10 h, 14. März 2009, Den Haag (NLD)
- Marathon: 2:41:14 h, 17. April 1994, Rotterdam (NLD)
- 50-km-Straßenlauf: 3:27:23 h, 28. Januar 2006, Rodgau
- 100-km-Straßenlauf: 6:56:58 h, 6. Oktober 2012, Rodenbach
- 6-Stunden-Lauf: 83,470 km, 25. Juni 2016, Belfast (GBR)
- 24-Stunden-Lauf: 237,086 km, 18.–19. Mai 2007, Apeldoorn (NLD)

## Persönliche Erfolge
| Datum/Jahr    | Rang | Wettbewerb                                   | Austragungsort    | Zeit     | Bemerkung                                                |
| ------------- | ---- | -------------------------------------------- | ----------------- | -------- | -------------------------------------------------------- |
| 7. Okt. 2017  | DNF  | Taubertal 100                                | Taubertal         | –        | 100 Meilen; von (Rothenburg ob der Tauber nach Wertheim) |
| 12. Aug. 2017 | 1    | 100 Meilen Berlin                            | Berlin            | 13:39:56 | Mauerweglauf 2017, 100 Meilen (160,934 km)               |
| 27. Nov. 2016 | 38   | IAU 100K World & European Championships 2016 | Los Alcázares     | 07:16:36 | WM im 100-Kilometer-Lauf; Weltmeister AK M55             |
| 1. Okt. 2016  | 1    | Taubertal 100                                | Taubertal         | 07:17:33 | Rothenburg odT – Wertheim; Streckenrekord 100 km         |
| 25. Juni 2016 | 1    | Energie/Belfast 24                           | Belfast           | 07:07:26 | Weltrekorde AK M55 6h und 100 km                         |
| 22. Aug. 2015 | 1    | Müritz-Lauf                                  | Waren (Müritz)    | 05:14:23 | 15. Müritz-Lauf 2015; 75 km                              |
| 30. Mai 2015  | 1    | Ultrabalaton                                 | Siófok            | 18:37:06 | Streckenrekord 221 km                                    |
| 30. Nov. 2014 | 25   | Olne-Spa-Olne                                | Olne              | 06:35:21 | Rundkurs 69 km Olne – Banneux – Spa – Theux – Olne       |
| 24. Aug. 2013 | 1    | Müritz-Lauf                                  | Waren (Müritz)    | 04:58:04 | Streckenrekord 75 km                                     |
| 1. Apr. 2013  | 1    | De Zestig van Texel                          | Texel             | 09:30:39 | 12e editie De Zestig van Texel; 120 km                   |
| 6. Okt. 2012  | 1    | Internationaler 100 km Lauf Rodenbach/Hanau  | Rodenbach         | 06:56:57 | 24. Internationaler 100 km Lauf Rodenbach/Hanau; DM 2012 |
| 22. Juli 2012 | ?    | Georgsmarienhütter Null                      | Georgsmarienhütte | 04:02:33 | 50 km; 2012 mit der 51. Austragung eingestellt           |

weitere Resultate siehe Athletenporträt Deutsche Ultramarathon-Vereinigung und persönliche Website Jan-Albert Lantink